# William McFarland (Geodät)
William McFarland (* 8. Mai 1774 in Lancaster, Province of Pennsylvania; † 16. August 1840 in Belgrade, Republik Texas) war ein britisch-amerikanischer Landvermesser und Jurist in der damals noch unabhängigen Republik Texas.

## Werdegang
William McFarland, Sohn von Hannah Stuart und Thomas McFarland, wurde während der Regierungszeit von König Georg III. im Lancaster County geboren. Seine Kindheit war vom Unabhängigkeitskrieg überschattet. Weitere Details über seine Jugend sind nicht bekannt. Er heiratete Miss Ann Singer, Tochter von Elizabeth und Jacob Singer. Das Paar bekam sechs Kinder, von denen nur drei das Erwachsenenalter erreichten, darunter Thomas Stuart McFarland. McFarland wurde Landvermesser. Die Familie zog 1799 nach Ohio. In der Folgezeit führte er dort Vermessungsarbeiten durch und legte Pläne für mehrere Towns an, einschließlich eines Teiles von Cincinnati, welcher seinen Namen trägt. Die Familie zog 1810 in das Indiana-Territorium. McFarland führte dort Vermessungsarbeiten durch und legte den Plan für die Town Lexington (Scott County) an. 1817 zogen sie nach Louisiana. Seine Ehefrau verstarb dort in Monroe (Ouachita Parish). 13 Jahre später, 1830, zog er mit seinen drei noch lebenden Kindern nach Texas, welches damals noch Teil von Mexiko war. Die Familie ließ sich im Mai 1830 in Ayish Bayou District nieder. Zusammen mit Wyatt Hanks, Frost Thorn und John M. Durst erwarb McFarland 8 Leuges Land von der Guerrero-Konzession. Am 2. August 1832 nahm er an den Kampfhandlungen bei Nacogdoches teil. Im Oktober 1832 vertrat er dann den Ayish Bayou District beim Konvent in San Felipe. Im selben Jahr, 1832, saß er in einem Ausschuss von 15 Männern, die einen Standort für die Town San Augustine auswählten. McFarland wurde 1833 zum Alcalde gewählt. 1836 ernannte ihn dann der Präsident der damals unabhängigen Republik Texas Sam Houston zum Chief Justice des neu gegründeten San Augustine Countys. Er war das Oberhaupt der McFarland's Lodge, der dritten Freimaurerloge in Texas, welche am 13. August 1837 gegründet und später zu Redland Lodge No. 3 umbenannt wurde. 1837 zog McFarland nach Belgrade (Newton County). Er saß 1838 in der Texas Boundary Commission, welche für die Festlegung des Grenzverlaufs zwischen den Vereinigten Staaten und der Republik Texas verantwortlich war. Nach seinem Tod 1840 in Belgrade wurde er dort auf dem McFarland-Wilson Cemetery beigesetzt.